# Комбинационный тон
Комбинацио́нные то́ны (также комбинационные тона́, от нем. Kombinationstöne) возникают в нелинейной акустической системе при воздействии двух или нескольких синусоидальных звуковых колебаний.
Различают субъективные и объективные комбинационные тоны. Субъективные возникают в слуховом аппарате человека при достаточно большой интенсивности (незатухающего) звука. Объективными называют комбинационные тоны, образующиеся вне человеческого уха, например, благодаря нелинейности самого источника звука или звукопроводящей среды.
Различают разностный (с частотой ω1-ω2; нем. Differenzton) и суммово́й (частота ω1+ω2; нем. Summationston) комбинационные тоны. Практически более значимы разностные тоны: они имеют большое значение в конструировании музыкальных инструментов, используются (большей частью неосознанно) композиторами, привлекаются для объяснения гармонии теоретиками музыки (как, например, в теории П. Хиндемита). Суммовые тоны являются гораздо более слабыми и часто лежат вне слышимого диапазона частот.

## Исторический очерк
Разностные комбинационные тоны были открыты немецким органистом и теоретиком музыки Георгом Андреасом Зорге в 1745 году, в 1754 году более подробно описаны итальянским скрипачом и композитором Джузеппе Тартини (отсюда их другое название «тоны Тартини»). Целостную теорию комбинационных тонов впервые дал во второй половине XIX века Герман Гельмгольц, который объяснял их появление лишь нелинейностью механической системы слухового аппарата, а именно барабанной перепонки. Согласно современным представлениям о восприятии звука, сам нервный аппарат восприятия человека является существенно нелинейным, он и служит основной причиной образования субъективных комбинационных тонов.